# Mona Neubaur
 (juillet 2025).
Si vous disposez d'ouvrages ou d'articles de référence ou si vous connaissez des sites web de qualité traitant du thème abordé ici, merci de compléter l'article en donnant les références utiles à sa vérifiabilité et en les liant à la section « Notes et références ».
Mona Neubaur (née le 1er juillet 1977 à Pöttmes, en Souabe) est une femme politique allemande (Alliance 90/Les Verts) et est depuis le 29 juin 2022 ministre de l'Économie, de l'Industrie, de l'Environnement et de l'Énergie ainsi que vice-ministre-présidente de Rhénanie-du-Nord-Westphalie dans le cabinet Wüst II.
Entre 2014 et 2022 elle a été présidente régionale des Verts en Rhénanie-du-Nord-Westphalie et directrice générale de la Fondation Heinrich Böll dans la même région de 2010 à 2014. Elle s'est présentée comme tête de liste de son parti aux élections régionales de 2022, elle est ainsi depuis juin 2022, membre du Landtag de Rhénanie-du-Nord-Westphalie.

## Biographie
Neubaur est la fille d'une infirmière et d'un maître forgeron qui a enseigné son métier à de jeunes délinquants en prison. Elle a grandi à Oberpeiching en Bavière et est diplômée du lycée catholique St. Bonaventura de Dillingen an der Donau en 1996. À partir de 1997  elle a étudié les sciences de l'éducation, la sociologie et la psychologie à l'Université Heinrich Heine de Düsseldorf, qu'elle a terminées en 2003 avec un diplôme en éducation. Elle a ensuite travaillé comme chargée de relations publiques pour le fournisseur d'électricité verte Naturstrom AG jusqu'en 2007. De là, elle a rejoint la Fondation Heinrich Böll NRW, où elle est devenue membre du conseil d'administration en 2010 et où elle est restée jusqu'en 2014.

## Politique
Neubaur a rejoint les Verts en 1999 et y est active depuis 2005. En 2007, elle a été élue porte-parole de la fédération locale de Düsseldorf. En 2009 et 2013, elle a été candidate directe dans la circonscription de Düsseldorf I aux élections fédérales ; en 2013, elle s'est également présentée à la 19e place sur la liste régionale du Land de Rhénanie-du-Nord-Westphalie. En 2014, les Verts de Rhénanie-du-Nord-Westphalie ont élu Neubaur comme présidente du parti régional, succédant à Monika Düker. Elle a occupé ce poste jusqu'en juin 2022. Lors des élections régionales du 15 mai 2022, les Verts ont presque triplés leur nombre de voix par rapport à 2017 en atteignant 18,2%. Elle n'a cependant pas peu recevoir le mandat direct dans sa circonscription et est entrée au Landtag par la liste régionale du parti.
Le 29 juin 2022, elle a été nommée ministre de l'Économie, de l'Industrie, de l'Environnement et de l'Énergie et vice-ministre-présidente de Rhénanie-du-Nord-Westphalie au sein du cabinet Wüst II dans le cadre de la nouvelle coalition noire-verte.
Neubaur cite la politique environnementale, énergétique et des transports ainsi que la protection du climat et la démocratie comme ses priorités. Au cours de son mandat local à Düsseldorf, elle a mené avec succès une campagne en faveur du passage du charbon au gaz naturel dans la centrale électrique de Lausward (zone portuaire de Düsseldorf) dans le cadre de l'alliance d'action Électricité propre sur le Rhin.

## Résultats électoraux
| Élections fédérales | Circonscription | Voix   | Voix  | Position |
| ------------------- | --------------- | ------ | ----- | -------- |
| 2009                | Düsseldorf-I    | 15 894 | 10,1% | 4        |
| 2013                | Düsseldorf-I    | 13 427 | 8,2%  | 3        |

| Élections régionales | Circonscription | Voix   | Voix  | Position |
| -------------------- | --------------- | ------ | ----- | -------- |
| 2022                 | Düsseldorf I    | 17 580 | 26,8% | 2        |